# أرونديل وجنوب داونز (دائرة انتخابية في المملكة المتحدة)
أرونديل وجنوب داونز (بالإنجليزية: Arundel and South Downs)‏ هي إحدى الدوائر الانتخابية في المملكة المتحدة الممثلة في مجلس العموم في برلمان المملكة المتحدة.
عضو البرلمان الذي يمثلها حالياً هو :Mr Nick Herbert (Con).